# 日本残酷物語
『日本残酷物語』（にほんざんこくものがたり）は、日本の近世から現代までの民衆の生活を描いた記録集。昭和30年代半ば、1959年 - 1960年に第1部から第5部、1960年 - 1961年に現代篇第1・第2の7冊が平凡社から刊行された。

## 概要
『風土記日本』（1957-1958年、7冊）に続いて企画されたシリーズである。「残酷物語」というタイトルはヴィリエ・ド・リラダンの小説に由来する。
監修は宮本常一・山本周五郎・楫西光速・山代巴とあるが、実際には民俗学者の宮本常一、平凡社の谷川健一を中心に企画、編集され、他の監修3名は名前を借りただけだという。シリーズ冒頭の「刊行のことば」に「これは流砂のごとく日本の最底辺にうずもれた人々の物語である」と書かれているように、歴史に名を残さない民衆の生活の暗部を多く取り上げている。
100名を超える執筆者の名が記されているが、基本的に誰がどの項目を執筆したかは明示されていない。また、執筆原稿には谷川ら編集者が大幅に手を加えている（時折、「磯村（筆者）は（略）つぎのように記録している」等と筆者が明かされる箇所がある）
第1部は半年で20刷を超える売れ行きで、読者からの反響が最も大きかったのは「土佐檮原の乞食」だったという。

## 内容
- 第1部「貧しき人々のむれ」
- 第2部「忘れられた土地」
- 第3部「鎖国の悲劇」
- 第4部「保障なき社会」
- 第5部「近代の暗黒」
- 現代篇1「引き裂かれた時代」
- 現代篇2「不幸な若者たち」

※平凡社ライブラリー版（1995年）は現代篇を省略した5冊本。